# شهرستان هلیفکس، نوا اسکوشیا
شهرستان هلَیفَکس، نوا اسکوشیا (به انگلیسی: Halifax County, Nova Scotia) یک شهرستان در کانادا است که در نوا اسکوشیا واقع شده‌است.

## خصوصیات
شهرستان هلَیفَکس، نوا اسکوشیا ۵٬۴۹۵٫۷۱ کیلومترمربع مساحت و ۳۹۰٬۳۲۸ نفر جمعیت دارد.